# Knut Sjöberg (präst)
Johan Knut Leopold Sjöberg, född den 28 maj 1875 i Värmdö församling, Stockholms län, död den 14 oktober 1962 i Strängnäs, var en svensk präst.
Sjöberg avlade teoretisk teologisk examen vid Uppsala universitet 1899 och prästvigdes 1900. Han blev vice pastor i Helgums församling sistnämnda år och i Ramsele och Edsele församlingar 1903, domkyrkosyssloman och domkyrkoadjunkt i Härnösands församling 1905, predikant vid Härnösands hospital 1911, komminister i Sollefteå församling och regementspastor vid Västernorrlands regemente 1914 samt därjämte lärare vid Sollefteå samskola 1915. Sjöberg var föreståndare för Svenska diakonanstalten 1923–1946. Han blev ledamot av Vasaorden 1933.